# Hydrelia sublatsaria
Hydrelia sublatsaria là một loài bướm đêm trong họ Geometridae.